# Inhibition (Neuron)
Bei dem Phänomen der Inhibition handelt es sich um die Beeinflussung einer Nervenzelle durch einen Impuls, der dieses Neuron nicht zur Bildung eines Aktionspotentials anregt, sondern es hemmt und dadurch das von diesem Neuron weitergegebene Signal abschwächt.
Bei synaptisch vermittelter Inhibition unterscheidet man zwischen prä- und postsynaptischer Hemmung. 
Das Gegenteil der inhibitorischen Synapsen sind erregende, exzitatorische Synapsen.

## Beispiel
Ein Beispiel findet sich bei der lateralen Inhibition im Auge: 
Direkt hinter den Sinneszellen, die im Auge das Licht in elektrische Impulse umwandeln (Photorezeptoren), werden die entstandenen Signale an Nervenzellen weitergegeben. Dort findet durch jede Nervenzelle eine hemmende Beeinflussung der Signale der benachbarten Nervenzellen statt. Dadurch erscheint zum Beispiel schwaches Licht (von einem grauen Punkt), welches auf eine Sinneszelle fällt, dunkler, wenn auf die benachbarten Sinneszellen starkes Licht fällt. Dazu wird einfach das einfallende Signal "mit einem negativen Faktor multipliziert" (in Wahrheit wird ein anderer Botenstoff ausgeschüttet) und an das an die benachbarte Sinneszelle angeschlossene Neuron (welches das Signal der Sinneszelle in Richtung Gehirn leiten soll) weitergegeben. Dadurch wird das Signal dieses Neurons abgeschwächt, und zwar umso stärker, je mehr Licht in die benachbarte Zelle fällt. 
Diese Verschaltung verstärkt Kontraste im wahrgenommenen Bild schon lange, bevor dessen Signale unser Gehirn erreichen. Solche Inhibition hilft uns nicht nur Kontraste zu verstärken, sondern auch Linien und Kanten besser zu erkennen. Waagerechte laterale Inhibition z. B. als eine ausschließliche hemmende Beeinflussung horizontal benachbarter Sinneszellen verstärkt z. B. senkrechte Kanten im wahrgenommenen Bild (siehe Kantendetektion).